# Brunerella
Brunerella är ett släkte av insekter. Brunerella ingår i familjen dvärgstritar.
Kladogram enligt Catalogue of Life:
| Brunerella | \| \| Brunerella flavonigra \| \| \| \| \| \| Brunerella magnifica \| \| \| \| \| \| Brunerella scriptozona \| \| \| \| |
|            | \| \| Brunerella flavonigra \| \| \| \| \| \| Brunerella magnifica \| \| \| \| \| \| Brunerella scriptozona \| \| \| \| |
|            | Brunerella flavonigra                                                                                                   |
|            | |
|            | Brunerella magnifica |
|            | |
|            | Brunerella scriptozona                                                                                                  |
|            | |